# Сиянието
„Сиянието“ (на английски: The Shining) е британско-американски психологически хорър-филм, режисиран и продуциран от Стенли Кубрик (Stanley Kubrick). Сценарият е написан съвместно с Даян Джонсън (Diane Johnson). Филмът е по романа „Сиянието“ („The Shining“) от 1977 г. на писателя Стивън Кинг (Stephen King).
Европейската версия на филма е 25 минути по-кратка от американската, което се дължи на премахването на някои от сцените. За разлика от предишните проекти на Стенли Кубрик, този филм е предвиден за масовия пазар. Първоначално бива пуснат в кината само в два града, а месец по-късно и в национален мащаб. Въпреки че първоначалните оценки на критиците са противоречиви, филмът получава достойното си признание в следващите десетилетия, като „Сиянието“ е смятан за един от най-великите филми на ужасите, правени някога. Американският режисьор Мартин Скорсезе (Martin Scorsese) го оценява като един от 11-те най-страшни филми на ужасите за всички времена. Филмът повлиява изключително много на популярната култура.

## Сюжет
Внимание:  Текстът по-долу разкрива сюжета на произведението (или части от него)!
Джак Торънс пристига в изолиран в планината хотел – „Овърлук хотел“ (Overlook Hotel), който се намира на 25 мили от най-близкия град. Той трябва да бъде интервюиран за зимен пазач на хотела, тъй като метеорологичните условия не позволяват в хотела да има гости през зимния сезон. Около него се натрупват непроходими снегове и хотелът е затворен от октомври до май. Джак е нает. Планира да използва изолираността на хотела, за да пише на спокойствие романа си. Хотелът е построен върху земя, на която някога се е намирало индианско гробище. Джак бива предупреден, че предишният пазач на хотела убива себе си и цялото си семейство. Дани, синът на Джак, има ужасяващи видения за хотела – как огромно количество кръв плисва от асансьора и залива целия коридор. Става ясно, че Дани има въображаем приятел на име Тони, а също и че по време на един пиянски запой Джак е ударил Дани и е наранил рамото му сериозно.
Семейството пристига в хотела в деня на неговото затваряне. Главният готвач Дик Халоран предлага сладолед на Дани. Той е разбрал по телепатичен начин, че детето иска сладолед и му обяснява, че някои хора (като тях двамата) са надарени със специална дарба. Той нарича тази дарба „сияние“. Дани пита готвача дали има от какво да се плаши в този хотел и дали има нещо страшно, особено в стая 237. Той му отговаря, че хотелът също има това „сияние“ и му казва да не ходи в тази стая.
Минава един месец. Джак работи по романа си, а съпругата му Уенди и синът му Дани разучават хотела, а също и лабиринта, направен от градински плет, който е в двора на хотела. Завалява обилен сняг, телефонните линии се прекъсват. Джак е разочарован от работата си по романа и започва да променя поведението си. Става склонен към насилие и избухлив. Сънува кошмар как убива Дани, което много го разстройва. Дани попада в стая 237 и вижда призрак на жена. По врата му има следи от насилие и Уенди решава, че Джак го е наранил. Джак се скрива от проблемите си в бара на хотела, където среща призрачния барман Лойд, с когото говори за брака си. Дани казва, че нараняванията му са причинени от призрака в стая 237. Джак отива в тази стая, вижда призрака, но лъже Уенди, че не е видял нищо. Скарват се, а Джак се връща в бара, където заварва много хора, които са на бал. Той среща духа на Грейди, бивш пазач и иконом, който му казва, че трябва да „поправи“ жената и детето си. Призракът казва, че Джак винаги е бил пазач и винаги е бил там, точно както него. В същото време готвачът Холоран, който си е вкъщи, започва да се тревожи какво се случва в хотела и решава да отиде и лично да провери. Дани започва да повтаря непрекъснато „червена стая“, а после казва на майка си, че Дани вече го няма и е останал само Тони.
Докато търси Джак, Уенди попада на стотици страници ръкопис, на които се повтаря
само едно и също изречение. Джак се появява с ясното намерение да нарани Уенди. Тя го умолява да ѝ позволи да напусне хотела и да заведе Дани на лекар, заради влошеното му психическо състояние. Джак я заплашва, че ще ѝ пръсне мозъка, затова Уенди го удря с бейзболна бухалка. Тя заключва изпадналия в безсъзнание Джак в килера с провизии. Джак е прекъснал радиото и е развалил снегорина, затова Уенди и Дани са в капан в хотела. Джак разговаря през вратата на килера с духа на Грейди, който отключва вратата. В стаята, в която те живеят в хотела, Дани изписва на вратата на банята по грешен начин „червена стая“ (на английски: red room), което прочетено наобратно е думата „убийство“ (на английски: murder). Джак е въоръжен с брадва и започва да разбива с нея вратите, за да се добере до семейството си. Уенди отваря прозореца в банята и избутва през него Дани, за да избяга. Тя обаче не успява да излезе през него. Уенди порязва ръката на Джак с нож и той се отдръпва. Tой тръгва да преследва Дани. В този момент в хотела пристига Халоран и Джак го убива с брадвата. Джак започва да преследва Дани из лабиринта в двора. През това време Уенди започва да вижда всички призраци в хотела и кръвта в коридора, която Дани е сънувал. Дани успява да заблуди баща си в лабиринта, като прикрива следите си и прави фалшиви. Детето се измъква от лабиринта и се събира с майка си. Те избягват от хотела със снегорина, с който е дошъл Халоран. Джак замръзва в снега. Накрая се вижда снимка на Джак на една стена в хотела, на бал по случай 4 юли, като снимката е от 1921 г.

## В ролите
| Актьор          | Роля                         |
| --------------- | ---------------------------- |
| Джак Никълсън   | Джак Торънс                  |
| Шели Дювал      | Уенди Торънс                 |
| Дани Лилойд     | Дани Торънс и гласът на Тони |
| Скатмън Кротърс | Дик Халоран                  |
| Бари Нелсън     | Стюарт Уилман                |
| Филип Стоун     | Делбърт Грейди               |
| Джо Търкъл      | Лилойд                       |
| Тони Бъртън     | Лари Дъркин                  |
| Бари Денън      | Лекаря                       |

В по-кратката европейска версия всички сцени между Джак Никълсън и Тони Бъртън са изрязани. Бари Денън присъства и в двете версии на филма, макар и по-ограничено, като в кратката версия няма диалог. Актрисите, които играят призраците, които убиват дъщерите на Грейди – Лиса и Луис Бърнс – са едноячни близначки. Героите в сценария и в самата книга обаче са сестри, не близначки. В диалога на филма се споменава, че те са „на осем и на десет“. Въпреки това те стават емблематични образи на зловещи сестри близначки.

## Продукцията
Преди да се заеме със снимките на „Сиянието“ Стенли Кубрик снима филма „Бари Линдън“ (Barry Lyndon) през 1975 г. Това е филм за ирландец, който се опитва да намери своето място между английската аристокрация. Въпреки техническите постижения на филма, той не постига успех в боксофиса. Описван е от критиците като твърде бавен и твърде дълъг. Кубрик е силно разочарован от този неуспех и решава да направи филм, който освен художествено стойностен, да е и икономически изгоден. Стенли Кубрик започва много истории за ужаси, като се отказва от тях след първите няколко страници. Един ден неговата секретарка обаче го заварва да чете „Сиянието“, напълно погълнат от книгата. След като избира книгата за следващия си проект и след препродукционната фаза следва дълъг и труден процес по избиране на места за снимки. Макетът на хотела е най-големият, строен от EMI Elstree Studios. Екстериорът на хотела се пресъздава в реален размер. Някои от интериорните проекти са базирани на Ahwahnee Hotel в националния парк Йосемити. Повечето от интериорните снимки и някои от екстериорните са снимани в студио, но има и снимки в натура в един от националните паркове на щата Монтана. Монтана е мястото на снимките и на въздушните снимки в първите сцени, когато колата се движи по пътя. През пролетта на 1979 г. благодарение на интензивното осветление, което Кубрик поставя, декорите избухват в пламъци и трябва да бъдат възстановени. Филмът е един от първите, които използват системата за снимки Steadicam. Тя позволява плавни снимки при движение на оператора по неравни повърхности. Създателят на тази технология Гарет Браун е включен лично в производството на филма. Браун описва първото си посещение из декорите на филма като вълнуващо, защото те предлагат нови възможности неговата система да разгърне потенциала си. Използва се 18-милиметров обектив, който има възможността камерата да преминава на косъм от стени и рамки на врати. Кубрик лично подпомага развитието на технологията. Специално за този филм Браун изобретява техника, която позволява стабилност на кадрите, въпреки въртенето или накланянето на камерата. Гъвкавостта на камерата става важно условие, поради спецификата на снимките. Благодарение на тези нововъведения някои от сцените на филма стават култови, например плавното и сякаш безкрайно обикаляне по коридорите на зловещия хотел.
„Сиянието“ има труден и продължителен производствен процес, често с много дълги работни дни. Снимките отнемат една година. Кубрик е изключително методичен и прецизен. Актрисата Шели Дювал не се разбира особено с него. Често спорят за репликите от сценария или за нейните актьорски техники. Подложена на изключителен стрес, Дювал се разболява, а възстановяването ѝ отнема месеци. От стреса дори косата ѝ започва да пада. Сценарият и идеите за снимане на сцените са се променяли изключително динамично, дори по няколко пъти на ден. Това изнервя и Джак Никълсън, който в изблици на ярост хвърля листовете с отново променените си реплики. Случва се някои от репликите си да научава минути преди заснемането на самата сцена. По това време актьорът живее в Лондон с тогавашната си приятелка и сестра си, които потвърждават за много дългите снимачни дни.
Никълсън е първият избор на Кубрик за ролята. Други опции са били Робърт Де Ниро (Robert De Niro), Харисън Форд (Harrison Ford) и Робин Уилямс (Robin Williams), които обаче срещат неодобрението на Стивън Кинг.
За международните версии на филма Кубрик заснема как Уенди чете страниците от пишещата машина на различни езици. Използват се подходящи за езика идиоми, които да отразяват по подходящ начин посланието. За ролята на Дани са интервюирани над 5000 момчета. Попитан за тематиката на филма Кубрик отговаря: „По своята същност има нещо, което не е наред с човешката психика. Тя има и зла страна. Това, което правят филмите на ужасите, е да ни покажат архетипите на подсъзнанието. Така можем да видим тъмната страна, без да се налага да я срещаме директно. Интересен факт е, че вратата, която главният герой разбива с брадвата, е истинска. А сцената в бара на хотела е снимана в продължение на 6 седмици. Музикалният съпровод на филма е подготвен от Гордън Стейнфорд. Работата му се характеризира с внимание към фините детайли и прецизна синхронизация. Уенди Карлос също се занимава с музиката във филма. Тя остава много разочарована от действията на Кубрик, защото той премахва от филма си ключови за нея музикални елементи. Впоследствие отказва да работи повече с него.

## Постпродукцията
След премиерата на филма, който трае 146 минути, Кубрик решава да изреже последната сцена от филма, която е в болница. Сцената показва как Уенди разговаря с господин Улман, който ѝ казва, че тялото на Джак не може да бъде намерено. А после той дава на Дани жълта топка, вероятно същата, която Джак хвърля. Сцената е отрязана, което намалява времето на филма на 144 минути. Тук възниква обаче интересен въпрос по сюжета. Ако Джак наистина е замръзнал до смърт в лабиринта, тялото му рано или късно ще бъде намерено. Но ако не бъде, какво тогава се е случило с него? Как се обяснява снимката от 1921 г.? Дали цялото това насилие е плод на фантазиите на Джак, на странния Дани, или на Уенди? Кубрик е достатъчно мъдър, за да премахне този епилог. С това премахване у зрителя остава убеждението, че семейството действително е било в този хотел тази зима.

## Европейската версия
За реализацията на филма в Европа Кубрик отрязва 25 минути от него. Отрязаните сцени включват по-дълга среща между Джак и Уотсън в хотела. Отрязана е сцената, в която Дани бива ранен в пристъп на пиянски гняв от баща си. Премахната е сцената, в която Уенди открива скелети в лобито на хотела. Сцените между Джаксън и Бъртън също са изрязани. Кубрик се съгласява с Warner Bros, че тези сцени правят филма прекалено дълъг, и ги отрязва. Филмът е дублиран в много страни, като Джак Никълсън дори изпраща похвално писмо за добре свършената работа на актьора, който го озвучава в италианската версия.

## Рецензии и прием
Филмът има бавен старт в боксофиса, но в крайна сметка набира скорост в него. През лятото на 1980 г. филмът реализира печалба. Филмът стартира с различни отзиви. Например Variety са критични, като казват, че Кубрик си е партнирал с ужасно нервния Джак Никълсън и „това е ужасно за един от бестселърите на Стивън Кинг“. Този филм е част от поредицата от девет филма на Кубрик, които не получават номинации за наградите „Оскар“ или „Златен глобус“. За сметка на това е номиниран за наградата „Златна малинка“ (за най-лоши филми) през първата година на раздаването им. Номинациите са за най-лош режисьор и най-лоша актриса (за Дювал). Тим Кейхил от „Rolling Stones“ отбелязва, че 1987 г. се превръща с повратна точка за приема на „Сиянието“. Както се случва с много от филмите на Кубрик, по-скорошните анализи отразяват „Сиянието“ по-благосклонно. За първоначалната критика темпото на филма е прекалено бавно, което не е типично за този жанр. Впоследствие обаче зрителите решават, че това всъщност спомага за хипнотичното качество на филма. Идеята за отворения край на филма предизвиква тревожно чувство у зрителите, каквото би трябвало да пораждат филмите на ужасите. През 1999 г. Джонатан Ромни разсейва първоначалните обвинения, че на филма липсва сложност. Дори разгледана самостоятелно, последната сцена разкрива множество перспективи. Той казва, че „когато погледнеш зад цялата простота „Овърлук Хотел“ се разкрива като дворец на парадокса. В хотела едновременно можем да страдаме от клаустрофобия и да се уплашим от необятността на този хотел, с неговите безкрайни коридори. Филмът създава контраст между уют и величественост, между обикновено и свръхестествено, между реалност и фантазия.

## Реакцията на Стивън Кинг
Стивън Кинг казва, че въпреки че Кубрик прави филм със силна образност, той е беден откъм адаптация. Въпреки това смята, че филмът „допринася за хорър жанра“ и го споменава като един от „личните си фаворити“. Преди реализацията на този филм Кинг рядко обръща внимание на филмовите адаптации по творбите му. Самият Кинг страда от алкохолизъм, когато пише историята, което придава биографичен елемент. Точно затова той изразява недоволството си от това, че във филма не са разгледани проблемите за алкохолизма и за разпадането на семейството. Кинг също така смята, че главната роля не е дадена на най-подходящия актьор, заради евентуалната идентификация на Джак Никълсън с героя му от „Полет над кукувиче гнездо“. Не харесва и как Шели Дювал е изиграла ролята си. Според Кинг Джак е жертва на свръхестествените сили, обитаващи хотела. Според него Кубрик разглежда събитията като резултат от „тъмната страна“ на самия герой. Журналистката Лаура Милър определя Джак от книгата и филмовия му еквивалент като коренно противоположни. Филмовият герой е по-сюреалистичен и двусмислен. В „Сиянието“ на Кубрик героите са в голяма степен в хватката на сили, които са извън техния контрол. Но ги разглежда и като „насекоми“ – неспособни да кроят собствената си съдба. В „Сиянието“ на Кинг чудовището е Джак. Във филма на Кубрик чудовището е самият Кубрик. Кинг често критикува Кубрик, че е човек „който мисли прекалено много и чувства прекалено малко“. Според Кинг Кубрик не е повярвал в злото, което е в самия хотел, затова е потърсил злото вътре в самите герои. И защото не е успял сам да повярва, не е успял да накара и другите да повярват.
Марк Браунинг е критик на Кинг. Той казва, че при Кинг често има елемент в края, който затваря историята, което отсъства при Кубрик. Той не се съгласява с Кинг и казва, че според него Кубрик всъщност „мисли прекалено малко и чувства прекалено много“. Кинг е разочарован, че Кубрик не решава да снима в „The Stanley Hotel“. Това е хотел в Колорадо, който всъщност вдъхновява историята. Кинг пише в послеслова на „Доктор Сън“, че филма на Кубрик хората помнят като един от най-страшните филми на ужасите, а той не знае точните причини за това. Според него реалната история на семейството е тази от романа „Сиянието“, а не от филма.
В наши дни „Сиянието“ е широко аплодиран от критиците, като филмът се е превърнал в част от поп културата. Филмът попада в много класации за най-добри филми от своя жанр, а и изобщо. Джак Торънс е поставян сред най-добрите злодеи. Репликата „Here’s Johnny“! („Ето го Джони“) се превръща в култова. Определян е като „перфектен страшен филм“ заради комбинацията от шок, съспенс и напрежение.

## Интерпретации
Някои разглеждат филма през призмата на кризата на мъжествеността, сексизма, домашното насилие, расизма. Били Блекмор (журналист на ABC) открива се дори отношения във връзка с това, че хотелът е построен на индианска земя. Открива скрит замисъл в това, че стават убийства на тази земя, също и много индиански символи във филма. Блекмор смята, че целият филм е метафора за геноцида над американските индианци. Както в много от филмите си, така и в този, Кубрик приключва филма с мощен визуален пъзел, след който напускащата киносалона публика се пита „Какво видях току-що?“. Филмът завършва с изключително дълъг кадър. Блекмор сравнява филма с останалите филми на Кубрик, в които слаби мъже получават сили, за да постигнат нещо. Джон Саро вижда филма като алегория на американския империализъм.
Филмовият историк Джофри Кокс разширява теорията на Блекмор, като твърди, че филмът има общо с Холокоста. Кубрик е обсъждал как е искал да направи такъв филм цял живот. Кокс е културен историк, занимаващ се с отражението на Холокоста върху западната култура. Той отбелязва, че Кубрик е запознат с подробности около Холокоста и вярва, че има пласт в „Сиянието“, който отразява точно него. Той открива такива препратки в крайно емоционалните моменти, също и в истеричния образ на Уенди. Кокс казва, че виждането на Кубрик за обитаван от зли сили хотел се доближава до литературната традиция по тази тема. Най-бързо може да се направи връзка с романа на Томас Ман „Вълшебната планина“, в който героят става свидетел на събития, свързани с упадъка на Западната култура. Кубрик се фокусира във филма си върху идеята за домашния уют и опитите на семейство Торънс да направят от хотела дом. Изследователят твърди, че с много от композициите във филма, с музиката му, с играта с цветовете Кубрик препраща към ужасите на Втората световна война. Кокс разглежда по-обширно цялото творчество на Кубрик, като открива и други доказателства за теорията си. Кокс казва, че филмът също има отношения с популярните приказки „Хензел и Гретел“ и „Трите прасенца“.

## Двусмислеността във филма
Роджър Ибърт отбелязва, че филмът няма „надежден наблюдател“, може би с изключение на Дик Халоран. Той казва, че различните събития поставят под въпрос надеждността на Джак, Уенди и Дани от различните гледни точки. Елбърт заключава, че Кубрик разказа една история с духове (двете сестри, бармана и бившия пазач), но това не е „призрачна история“, защото призраците може и да не присъстват в друг смисъл, освен като видения. Той достига до извода, че филмът не е за призраци, а е история за „лудостта и енергиите“. Призраците може дори да не са реално там. Както отбелязват някои критици, винаги когато Джак вижда призраци, той винаги е изправен пред огледало, или в случая с разговора с Грейди, пред силно полирана и отразяваща повърхност. Това според критиците може да означава и отражение на вътрешната, тъмна страна на Джак Торънс, неговите мании, обсесии и сложни отношения с близките. Призраците може да са част от „бягството“ на Джак от реалността. Съществува много крехък баланс между психологическото и свръхестественото в този филм. Човек може да повярва, че всички призраци са част от повредената психика на Джак. Това може да е факт до момента, в който призракът на Грейди, бившия пазач на хотела, със свойто призрачно присъствие действително помага на Джак, освобождавайки го от килера. Тук вече зрителят не може да намери друго обяснение, освен свръхестественото.

## Двамата Грейди
В началото на филма Стюарт Улман казва на Джак за предишен пазач на хотела на име Чарлз Грейди, който е убил семейството си с брадва, а после се е самоубил. По-късно Джак среща призрачен иконом на име Грейди. Той му казва, че знае за убийствата, но той му отговаря, че името му е Делбърт Грейди. Тази подробност често се свързва с образа на самия Джак. Как едната му същност е на баща, съпруг, писател, а другата е всъщност човека от снимката от 4 юли. Грешка е да се смята, че тази снимка в края на филма е доказателство, че събитията са били предопределени. Джак попада в безброй много ситуации, в които това как ще постъпи зависи само от неговия избор. Той обаче прави тези свои избори, воден от страх и слабост, което може би довежда до ужасяващия краен резултат. Може би дори Джак е имал възможност да избяга от ролята си на пазач на хотела, да не наследи ужасната съдба на предходника си, но той просто не е направил правилните избори. Това е трагизмът на цялата история. Идеята е, че Делбърт Грейди, икономът от 1920 г. и пазачът Чарлз Грейди може да са, но може и да не са една и съща личност. Може би това, което ги е доближило не е свръхестествената сила на хотела, а трагичните им решения. Тук идва и идеята, че Джак Торънс от снимката не е същият Джак Торънс от настоящето, но не е и напълно различен човек.

## Снимката
В края на филма камерата се движи бавно по стената и се спира на снимка от 1921 г., на която се вижда Джак Торънс. В свое интервю Кубрик споделя, че това е доказателство, че Джак от настоящето е превъплъщение на друг служител на хотела, живял много по-рано. Все пак това не пречи на алтернативни „прочити“ на филма, включително и такъв, че Джак се „абсорбира“ от хотела. Филмовият критик Джонатан Ромни подкрепя тази теория като се позовава на думите на призрака на Грейд към Джак: „Вие сте пазач, сър. Винаги сте бил пазач“. Но ако снимката на Джак от 1921 г. е била там през цялото време как никой не я е забелязал? Ефектът, който предизвиква този въпрос у зрителя, е силен. Защото необяснимото и немислимото е било пред очите на всички, а те не са го забелязали. Точно пред очите им, но все пак невидимо.

## Пространството в „Овърлук Хотел“
Много има вече казано за пространствените несъответствия в „Сиянието“. Има стаи с прозорци, които не би трябвало да са там. Врати, които не водят до никъде. Стаи, които се появяват на едно място в една сцена, и на друго в друга сцена. Восъчни фигури и мебели се появяват или изчезват в различните сцени. Подпори се местят от една стая в друга. Заради тези детайли цялостното оформление на хотела губи физически смисъл. Дори балната зала не би трябвало да се побере в пространството, което ѝ е отредено. Хан Брукс от „The Guardian“ казва: „Хората казват, че „Сиянието“ няма смисъл. Добре отбелязано! „Сиянието“ е филм призрак. Той не би трябвало да има смисъл“.

## Съпоставка с романа
Филмът се различава от романа значително, особено по отношение на характеристиките на героите и мотивацията за действията им. Най-очевидните разлики са тези, свързани с личността на Джак Торънс, от което идва и голяма част от недоволството на Стивън Кинг относно филма.
Мотивацията на призраците
Във филма очевидно мотивацията на призраците е да „върнат“ Джак (въпреки че Грейди проявява интерес и към способността на Дани да „сияе“), който е превъплъщение на предишния пазач на хотела. Фотографията от 20-те в края на филма служи, за да подкрепи твърденията на Джак, че това „не е просто дежа вю“. Филмът е много по-фокусиран върху Джак за разлика от романа.
Номерът на стаята
Номерът на стаята е променен от 217 на 237. Номерът е подменен, за да не се страхуват гостите от реално съществуващата стая 217 в хотела, където са направени част от снимките – „Timberline Lodge“ в Орегон. Противно на очакванията обаче, стая 217 става една от най-желаните в хотела. Има доста теории и за ролята на числото 42 във филма.
Джак Торънс
Романът представя Джак първоначалното като мил и добродушен човек, който има проблеми с алкохола и авторитета. Впоследствие той става обсебен от злите сили в хотела. От заключението на романа се стига до извода, че злите сили са превзели тялото на Джак Торънс и са го накарали да унищожи всичко, което е останало от предишното му съзнание по време на последната конфронтация с Дани. Джак убива Дик Халоран във филма, но в романа само го ранява. Романът и филмът носят различни послания за причините, поради които Джак извършва тези злини. Това е една от причините Стивън Кинг да не одобрява избора на Джак Никълсън за главната роля, тъй като той изглежда зловещо още в самото начало на филма. Само в книгата Джак чува в главата си натрапчивия глас на баща си, с когото са били в лоши отношения. И в романа, и във филма срещата на Джак с призрачния барман е определяща за неговото влошаване. Книгата обаче дава много повече подробности около проблема на Джак с алкохола. „Блокирането“ на писателската дейност на Джак също е разгледано различно в романа и филма. В романа откриването на изрезките дава на Джак нови идеи за писане, Джак вече не е блокирал, но сега е прекалено изпълнен с енергия. Кубрик обаче показва продължаваща „блокада“ на писателската дейност на героя. Топката за тенис, която Джак хвърля, също е натоварена с голяма символна стойност. Джак я хвърля, но тя някак се оказва из играчките на Дани. Присъства и в последната, впоследствие изрязана сцена от филма.
Дани Торънс
Дани Торънс е значително по-отворен към своите свръхестествени възможности в романа, обсъждайки ги дори с лекаря. Във филма той е по-тайнствен. В романа Дани обикновено се описва като много интелигентно дете. Във филма той е по-скоро обикновен, въпреки свръхестествените си сили. В романа той е много по-свързан с баща си, отколкото на екрана. Въпреки че има такива сили и в романа, и на екрана, в романа става ясно, че Тони е проекция на собствената психика на детето, която усилва неговото „сияние“. В края се разкрива, че бащиното име на детето е Антъни.
Уенди Торънс
Във филма Уенди е пасивна, незабележима и нежна жена. Подразбира се, че тя може би е малтретирана от съпруга си. В романа тя е много по-самоуверена и независима личност. В книгата тя никога не е истерична. Кинг казва, че недостатък при Уенди от филма на Кубрик е недостатъчният диалог с нейно участие.
Стюарт Улман
В романа интервюиращият Джак е снобар, което причинява на Джак дискомфорт. Филмовият Стюард Улман е далеч по-човечен и загрижен за благосъстоянието на Джак. Само в романа Стюарт всъщност не иска Джак да бъде назначен, но той е посочен от по-висшестоящи от него. Неприятните емоции, които донася той на Джак в романа, стават една от първите предпоставки за влошаването на психическото състояние на Джак. За филмовия образ на Улман, Грег Дженкинс казва, че той е „преоткрит и излъчва елегантност и изтънченост. Когато разказва за стария пазач, който е убил семейството си, той го казва сякаш нехайно. Джак проявява голям интерес към тази история, което подсказва на зрителя, че лудостта във филма ще е далеч по-сложна, отколкото изглежда първоначално.
Семейството
В романа си Стивън Кинг дава доста подробна информация за стреса в семейството и за нещата, през които то е преминало. Това се случва в самото начало на историята. Кубрик представя тази дисхармония много по-плавно и постепенно. Във филма Дани има по-силна психологическа връзка с майка си. Отношенията му с баща му са напрегнати и дори параноични.
Разлики в сюжета
Критикът Грегъри Кларк казва, че „Вместо да играе нормален човек, който става луд, Никълсън играе луд човек, който се опитва да остане нормален“. В романа Джак се движи на границата между лудостта и здравия разум, като дори дава последен шанс на семейството си да избяга, преди избухналият бойлер да взриви мястото. Филмът завършва с все още стоящ на мястото си хотел, така че този елемент напълно отсъства. Във филма злата енергия на хотела се обяснява с индианското гробище, върху което е построен. Във филма обаче това може да се обясни с една сюжетна линия, присъстваща в няколко от романите на Кинг, например „Сейлъмс Лот“ („Salem’s Lot“). В романа Джак прави обстойно разследване на миналото на хотела, която линия е второстепенна във филма и почти отсъства. Някои от сцените във филма се превръщат в култови, например срещата на Дани с призрачните сестри, намирането на страниците със зловещо послание от Уенди и други.
Прием на филмовата адаптация
Много от феновете на Кинг са критични относно адаптацията на романа. С пречупването през погледа на Кубрик се губят някои от идеите и настроенията, типични за творбите на Кинг. Все пак Стив Биодровски казва, че филмът е „брилянтен и амбициозен опит да се заснеме филм на ужасите, без готически украшения като сенки и паяжини, които често съпътстват жанра“.

## Отзвук в популярната култура
Много от екранните моменти стават култови и остават завинаги в популярната култура. Репликата „Ето го Джони!“, призрачните сестри в коридора, разбиването на вратата с брадва са само малко част от тях. Режисьорът Тим Бъртън моделира по образите на сестрите образите на Туидълдум и Туидълди в своята версия на „Алиса в страната на чудесата“ (. Правят се и опити за пародиране на филма, например в една от сериите на „Семейство Симпсън“. Пет епизода от „Момичетата Гилмор“ се позовават на филма. Музиканти като Slipknot, Kate Bush и 30 Seconds to Mars правят песни, вдъхновени от филма. Репликата „Ето го Джони!“ вдъхновява реклами, музикални клипове и компютърни игри.